# Henri Kraus
Johann Heinrich (Henri) Kraus (Hollerich, 9 februari 1943 – 9 februari 2024) was een Luxemburgs kunstschilder, tekenaar en docent.

## Leven en werk
Henri Kraus bezocht het Athénée de Luxembourg. Hij stond als scholier model voor de beeldhouwer Nina Grach-Jascinsky, voor haar beeld van een jongen met fakkel, bijgenaamd Datzemisch, dat in 1964 bij het Athénée werd geplaatst. Hij studeerde aan de École nationale des beaux-arts et des arts appliqués in Nancy (1963-1967). Kraus werd repetent (1970) en later kunstdocent aan het Lycée de garçons d'Esch-sur-Alzette, vanaf 1973 aan het Lycée des Arts et Métiers in de hoofdstad.
Kraus schilderde, tekende en werkte met gemengde techniek, hij maakte ook betonsculpturen en wandtapijten. Hij werd in 1971 lid van de kunstenaarsvereniging Cercle Artistique de Luxembourg (CAL). Hij toonde zijn werk onder andere bij de salons du CAL, de biënnales in Esch-sur-Alzette en tijdens solotentoonstellingen in de galerieën Louvigny, Beffa en Kutter in Luxemburg-Stad. In 1975 ontving hij uit handen van de groothertogin de Prix Grand-Duc Adolphe.
Hij overleed op zijn 81e verjaardag. 

## Onderscheidingen
- 1971 Prix d'encouragement op de Ve Biennale des Jeunes in Esch-sur-Alzette
- 1975 Prix Grand-Duc Adolphe
- 1977 Premier prix de la peinture op de VIIIe Biennale des Jeunes in Esch-sur-Alzette

- Musée national d'archéologie, d'histoire et d'art: lkl001098
- Virtual International Authority File: 19145003662461340383